# Stanisława Zawiszanka

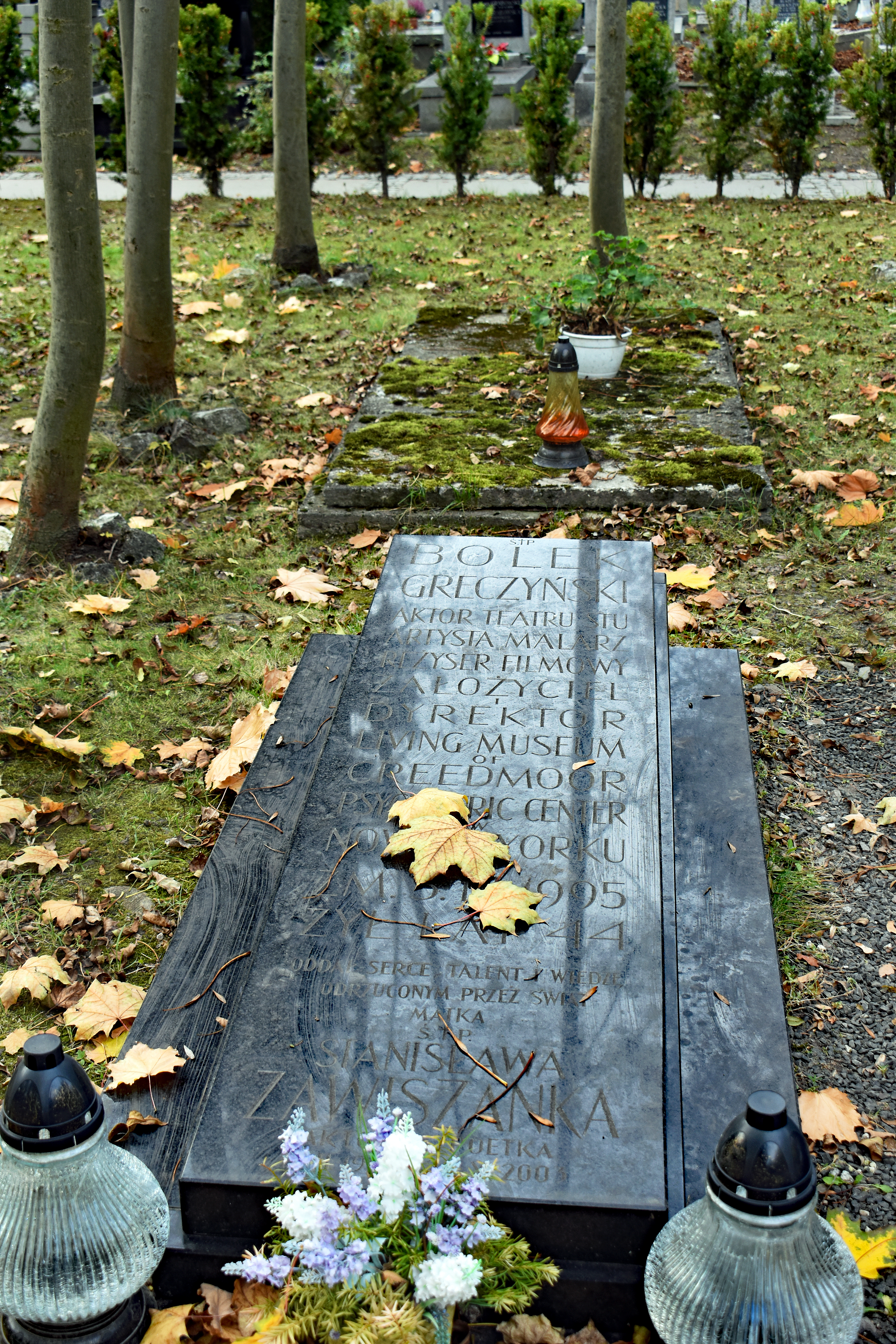
Grób Bolesława Greczyńskiego i jego matki Stanisławy Zawiszanki na cmentarzu Rakowickim

Stanisława Zawiszanka, właściwie Stanisława Orzechowska-Piaskowska, secundo voto Greczyńska (ur. 12 lutego 1914 lub 1917 w Skrzydlnej, zm. 22 października 2003 w Konstancinie-Jeziornie) – polska aktorka teatralna, występująca na scenach Krakowa, Sosnowca, Lublina, Tarnowa, Olsztyna, Koszalina.
Matka Bolesława Greczyńskiego.
Został pochowany w alei zasłużonych krakowskiego cmentarza Rakowickiego (kwatera LXIX pas C-2-1).

## Filmografia
- 1962: I ty zostaniesz Indianinem
- 1963: Mansarda
- 1978: Układ krążenia
- 1979: Ród Gąsieniców
- 1985: Tumor Witkacego